# Beneš-Dekrete
Als Beneš-Dekrete werden 143 Dekrete des Präsidenten der Republik bezeichnet, die während der deutschen Besetzung der Tschechoslowakei im Zweiten Weltkrieg von der Exilregierung in London und später von der Nachkriegsregierung erlassen wurden. Sie wurden am 28. März 1946 von der provisorischen tschechoslowakischen Nationalversammlung gebilligt.
Die oftmals verwendete Bezeichnung dieser Verordnungen als „Beneš-Dekrete“ ist vereinfachend, wenn nicht irreführend – die Dekrete des Staatspräsidenten wurden von den Exilregierungen beziehungsweise der ersten Nachkriegsregierung Zdeněk Fierlingers insgesamt vorbereitet und nicht nur von Edvard Beneš selbst erlassen.

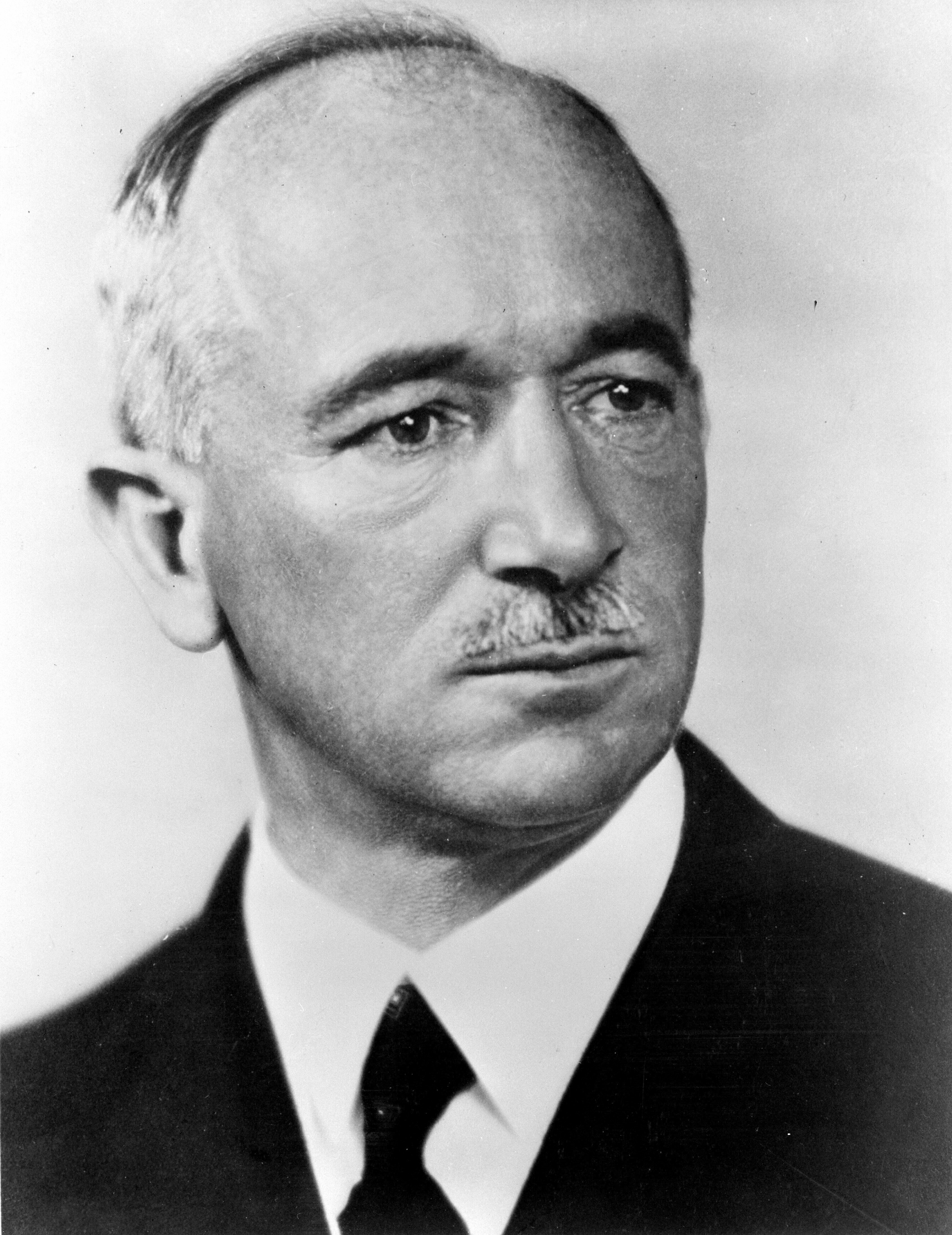
Edvard Beneš, Namensgeber der Dekrete (1884–1948)

## Historischer Kontext
Die „Dekrete des Präsidenten der Republik“, so die offizielle Bezeichnung, wurden in den Jahren von 1940 bis 1945 erlassen. Im rechtlichen Sinne entsprechen sie Erlassen, die der Präsident unter Anhörung des Staatsrates im Falle eines Verfassungsnotstandes einsetzen durfte und die später rückwirkend vom Parlament ratifiziert werden mussten. Ein Verfassungsnotstand war, nach der Meinung von Beneš, durch die zum Teil gewaltsame Auflösung des tschechoslowakischen Staates und die Besetzung durch Deutschland in den Jahren 1938 und 1939 eingetreten. Die Dekrete wurden dann auch wie vorgesehen am 28. März 1946 vom Parlament gebilligt.
In der Hauptsache befassten sich die Präsidialdekrete mit der Weiterführung der staatlichen Kontinuität der Tschechoslowakei sowie mit der Regelung des öffentlichen Lebens innerhalb des nach Kriegsende wiederzuerrichtenden tschechoslowakischen Staates.

### Vorgeschichte

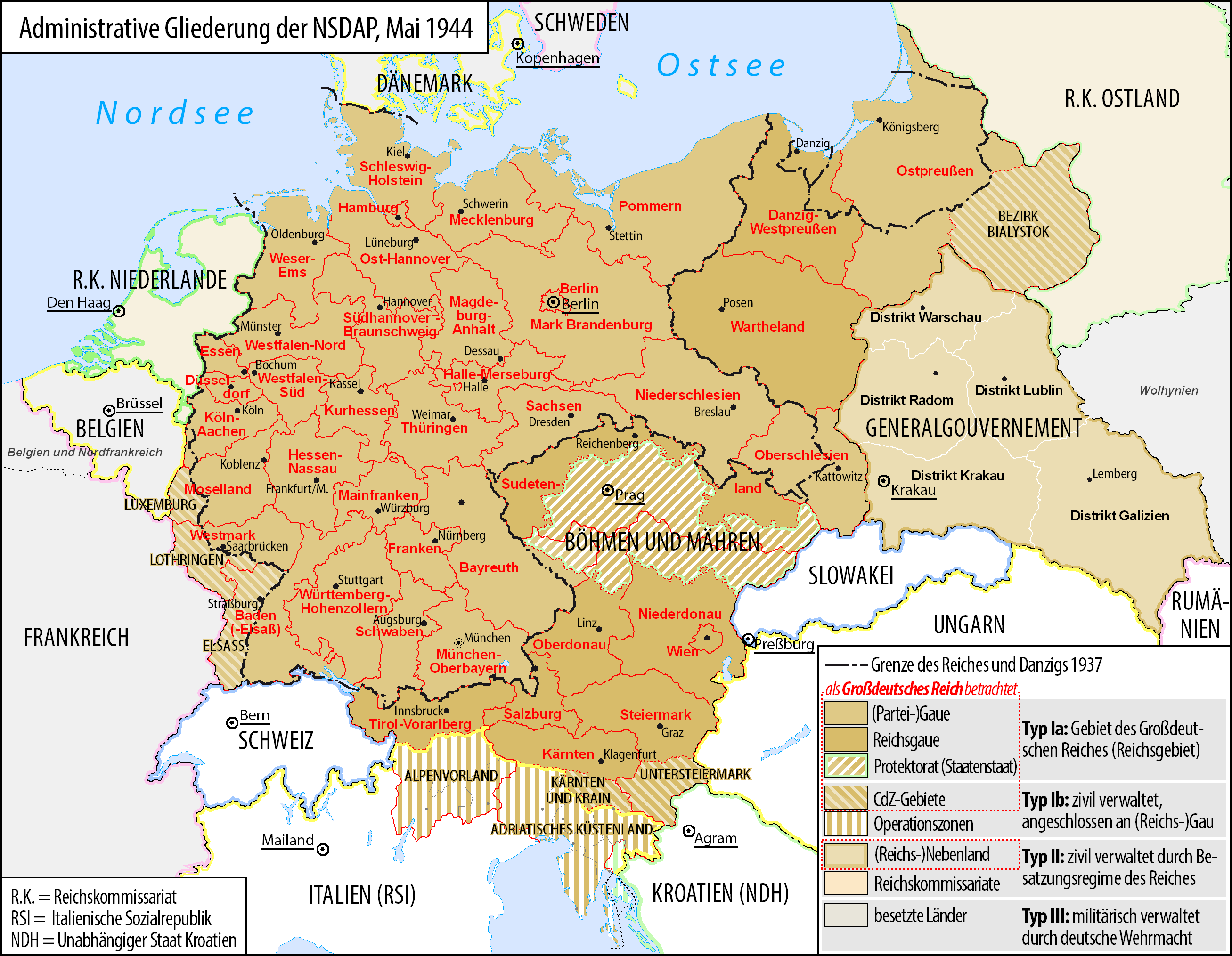
Reichsgaue 1944

Die Folgen des Münchner Abkommens und die Errichtung des Protektorats Böhmen und Mähren gefährdeten die Existenz der tschechischen Nation insgesamt. Dem neu errichteten „Protektorat“ drohte eine vollständige Germanisierung, die der Reichsprotektor mittels einer restriktiven und völkerrechtlich nicht haltbaren Besiedlungspolitik umsetzen sollte:
- „Umvolkung“ der „rassisch geeigneten“ Tschechen
- Aussiedlung der übrigen Tschechen und der reichsfeindlichen Intelligenzschicht bzw. „Sonderbehandlung“ (sprich: Einweisung in Konzentrations-/Vernichtungslager) dieser und aller „destruktiven“ Elemente
- Neubesiedlung dadurch freigewordenen Raumes durch Deutsche

Während seiner Vernehmung in der tschechoslowakischen Untersuchungshaft sagte der vormalige „Deutsche Staatsminister für Böhmen und Mähren“, Karl Hermann Frank, aus, dass

„der größte Teil des Sudetendeutschtums seit der Machtergreifung durch Adolf Hitler eigentlich im Dienste des Deutschen Reiches stand und nur den Wunsch hatte, den Anschluss an das Deutsche Reich zu erreichen. […] Es kam auf allen Gebieten, militärisch, wirtschaftlich, politisch zu Verratshandlungen an der tschechoslowakischen Republik, sodass man davon sprechen kann, dass die Mehrzahl des Sudetendeutschtums es als Pflicht betrachtete, den tschechoslowakischen Staat zu schädigen und dem Deutschen Reiche zu dienen.“

Der brutalen Herrschaft des nationalsozialistischen Regimes im Protektorat fielen im Zeitraum von 1939 bis 1945 zigtausende Bewohner des Protektorats zum Opfer, die in den diversen Konzentrations- und Vernichtungslagern, in Gestapo-Gefängnissen zu Tode gequält, von Standgerichten hingerichtet und bei Massakern an ganzen Ortschaftsbevölkerungen – wie in Lidice und Ležáky – ihr Leben verloren. Die genauen Opferzahlen der NS-Herrschaft in der Tschechoslowakei sind bis heute nicht geklärt: Die Forschung rechnet mit 330.000 bis 360.000 Opfern, darunter rund 270.000 Menschen, die von den Nationalsozialisten als Juden angesehen wurden, sowie ca. 8000 Roma.

### Folgen für die deutsche Bevölkerung
Acht der insgesamt 143 Dekrete betrafen diejenigen Einwohner, die
- sich bei der letzten Volkszählung in der Tschechoslowakei im Jahre 1930 als Deutsche oder Ungarn deklariert hatten,
- durch das Münchener Abkommen von 1938 auf Grund ihres Wohnortes in die Verwaltungshoheit des Deutschen Reiches gelangt waren und die Reichsbürgerschaft erhalten hatten,
- die deutsche Reichsbürgerschaft im Gebiet der Tschechoslowakei angenommen hatten; dies betraf auch die in den Jahren von 1938 bis 1945 zugezogenen Reichsdeutschen.

Anfangs waren davon auch Juden betroffen, die sich bei der letzten tschechoslowakischen Volkszählung im Jahre 1930 als Deutsche deklariert hatten (rund 40.000 Personen, nach Kriegsende nur noch ca. 2000 bis 3000 Personen) und die oft gerade erst die nationalsozialistischen Konzentrationslager überlebt hatten. Sie sollten als Deutsche daher ebenfalls ihre Loyalität zur Tschechoslowakei beweisen, was auch eine Bedingung für die Freigabe ihres Eigentums aus Konfiszierungen war. Jüdisches Eigentum war während der deutschen Besetzung „arisiert“, das heißt an nicht-jüdische Deutsche übereignet worden (oftmals auch direkt in „Volkseigentum“), das wiederum nach dem Krieg vom tschechoslowakischen Staat als deutsches Eigentum konfisziert werden durfte. Um diese Problematik zu lösen, erklärte das Innenministerium am 13. September 1946 per Erlass, dass alle Personen, die nach den Rassegesetzen des NS-Regimes für Juden erklärt worden waren, die Bedingung der Unschuld auf Grund der Verfolgung durch die NS-Organe erfüllten, obwohl sie sich in der Volkszählung von 1930 zur deutschen Nationalität bekannt hatten. Zur Rückgabe des ehemals jüdischen und während der Okkupation „arisierten“ Eigentums kam es auf Grund der weiteren politischen Entwicklung in der Tschechoslowakei jedoch in den meisten Fällen nicht mehr. Als Folge der Machtübernahme durch die Kommunistische Partei im Februarumsturz 1948 wurde die zuvor eingeleitete Politik der Verstaatlichung und Konfiszierung privaten Eigentums in den Folgejahren fortgesetzt und verstärkt umgesetzt.
Insgesamt wurden bis 1947 etwa 2,9 Millionen Personen auf Grund ihrer Zugehörigkeit zur deutschen Bevölkerungsgruppe pauschal zu Staatsfeinden erklärt und ausgebürgert – wobei die Zahlen je nach Quelle und Sichtweise schwanken (→ Vertreibung der Deutschen aus der Tschechoslowakei). Ungefähr 220.000 Deutsche blieben nach dem Ende der Vertreibung im Lande, unter anderem Antifaschisten, Deutsche in „Mischehen“ mit Tschechen und produktionswichtige Arbeitskräfte.
Die Enteignungen wurden mit den Dekreten (nachträglich) gerechtfertigt, aus deren Wortlaut sich kaum auf eine geplante massenweise und systematische Abschiebung (oder Abschub, für tschechisch odsun) schließen ließ; es gab weder ein ausdrückliches „Vertreibungsdekret“ noch ein „Vertreibungsgesetz“.

## Heutige Situation
Die nach wie vor in Kraft befindlichen Dekrete sind seit Jahrzehnten der Hauptstreitpunkt zwischen Vertriebenenverbänden in Deutschland und Österreich einerseits und der Tschechoslowakei beziehungsweise deren Nachfolgestaaten Tschechien und Slowakei andererseits.
Die Bundesrepublik Deutschland selbst darf gegen die Enteignungen keine Einwendungen erheben. Dies war schon Besatzungsrecht. Die Bundesrepublik sagte zur Erlangung der Souveränität den Westmächten USA, Großbritannien und Frankreich zu, diese Regelung in Bundesrecht zu übernehmen, und verpflichtete sich, keine Einwendungen gegen diese Enteignungsmaßnahmen zu erheben, keine Klagen gegen die Enteignungsmaßnahmen zuzulassen und dafür Sorge zu tragen, dass sie die Enteigneten entschädigt. Deutsche Gerichte können über tschechoslowakische Enteignungen im Staatsgebiet der Tschechoslowakei nicht entscheiden. Der Verzicht auf Einwendungen und der Ausschluss des Rechtswegs bleiben nach einer Regierungsvereinbarung mit den drei Westmächten auch nach Eintritt der deutschen Einheit wirksam. Der Verweigerung des Rechtsweges steht die europäische Menschenrechtskonvention nicht entgegen, denn der Vertrag zur Regelung aus Krieg und Besatzung entstandener Fragen vom 23. Oktober 1954 wurde geschlossen, damit die Bundesrepublik Deutschland ihre Souveränität wiedererlangen konnte.
Die bis heute umstrittensten Erlasse sind die Dekrete Nr. 5/1945, Nr. 12/1945, Nr. 33/1945, Nr. 71/1945 und Nr. 108/1945, welche den Entzug der tschechoslowakischen Staatsbürgerschaft und die soziale Stellung (Enteignung des Vermögens) der deutschen wie der ungarischen Minderheiten regelten. Kritisiert wird von Seiten der Vertriebenenverbände vor allem, dass sich die Dekrete gegen eine Gruppe von Personen nicht wegen persönlich begangener konkreter Taten, sondern allein wegen ihrer nationalen Zugehörigkeit wandten. Damit missachteten sie das Prinzip der Unschuldsvermutung und verweigerten den Betroffenen zudem das Recht, sich vor einem unabhängigen Gericht zu verteidigen. Demnach läge also nicht nur eine Negierung der Unschuldsvermutung vor, sondern auch eine Beweislastumkehr zuungunsten der durch die Erlasse betroffenen Bevölkerungsgruppen, was rechtsstaatlichen Prinzipien widerspräche. Zwar wurden in Einzelfällen Ausnahmen gemacht; allerdings fiel das feste Eigentum bei selbst gewählter Ausreise dennoch an den sich neu formierenden tschechoslowakischen Staat. An beweglichen Sachen konnten freiwillig Ausreisende soviel mitnehmen, wie sie wollten oder konnten, während „Verrätern“ an der Ersten Tschechoslowakischen Republik lediglich 40 Kilogramm pro Person zugestanden wurden. Als Verräter galten jene, welche die tschechoslowakische Staatsbürgerschaft zugunsten einer anderen, also meist jener des Deutschen Reiches, aufgegeben hatten.
Kritisiert wird daran unter anderem, dass nicht alle antinazistischen und republiktreuen Sudetendeutschen es angesichts der Methoden der Nationalsozialisten nach dem Einmarsch der Wehrmacht wagten, selbst wenn sie es wollten, die aufgenötigte Reichszugehörigkeit auszuschlagen. Ein Widerstand gegen das NS-Regime bedeutete zumindest Inhaftierung, oft Überführung in eines der Konzentrationslager und konnte das Leben kosten. Die Alternative war das Exil: Nicht wenige deutschböhmische Liberale, gläubige Christen, Sozialdemokraten und Kommunisten flohen 1938 aus dem Einflussbereich des nationalsozialistischen Deutschland.
Das Argument hinsichtlich der Verdienste im Widerstand gegen die deutsche Herrschaft wurde inzwischen durch ein tschechisches Verfassungsgerichtsurteil aus dem Jahr 2002 hinfällig: Für aus freien Stücken ausgesiedelte Antifaschisten wurden die Dekrete mit März 2002 vollständig aufgehoben; sie haben damit in Tschechien u. a. ausdrücklich Anspruch auf Wiedereinbürgerung und Entschädigung.
Forderungen nach Aufhebung der Dekrete wurden in der jüngeren Vergangenheit auf politischer Ebene vom damaligen CSU-Vorsitzenden Edmund Stoiber, vom ehemaligen österreichischen Bundeskanzler Wolfgang Schüssel, vom damaligen ungarischen Ministerpräsidenten Péter Medgyessy u. a. erhoben. In der Vergangenheit hatte man die Aufhebung der Dekrete stets von einer Nichtigerklärung des Münchener Abkommens von 1938 ex tunc (also „von Anfang an“) abhängig gemacht. Dies wurde seinerseits von der Bundesrepublik Deutschland, nicht aber der DDR abgelehnt. Hauptgrund dafür sind vor allem die dann möglicherweise beiderseits zu erhebenden erheblichen Entschädigungsforderungen. Als Folge dieser Situation verbleiben beide Seiten, insbesondere nach dem EU-Beitritt Tschechiens, im Status quo.
Der österreichische Völkerrechtler Felix Ermacora, der lange als Gutachter der UNO tätig war und sich danach unter anderem bei den österreichischen Landsmannschaften engagierte, kam in einem Rechtsgutachten im Jahre 1991 zu dem Ergebnis, dass die Vertreibung in den Jahren 1945/46 den Tatbestand des Völkermordes erfüllt habe. Ein Gutachten des deutschen Juristen Christian Tomuschat aus dem Jahr 1995 kam nicht zu dieser Schlussfolgerung, jedoch bezog sich seine Analyse nicht auf die Vertreibung der Sudetendeutschen insgesamt, sondern nur auf deren entschädigungslose Enteignung durch das Dekret Nr. 108 vom Oktober 1945. Sowohl die Einordnung der Geschehnisse als Völkermord wie auch als Verbrechen gegen die Menschlichkeit bleiben bis heute heftig umstritten.
Von tschechischer Seite wird darauf hingewiesen, dass die Dekrete eine direkte Folge der deutschen Verbrechen während der Okkupation des Landes waren und heutzutage „aufgebraucht“ seien, also nicht mehr angewendet werden. Allerdings wird in einigen aktuellen Rechtsfällen das Eigentumsrecht im Grundbuch bestritten, wobei sich tschechische Gerichte auf die Dekrete berufen. So wurden in jüngster Zeit die Entschädigungsansprüche ehemaliger Eigentümer abgelehnt, die zum Zeitpunkt der Enteignung eine ausländische Staatsbürgerschaft besaßen, aber aufgrund ihrer Zugehörigkeit zur deutschen Sprachgruppe als „Deutsche“ enteignet wurden. Im konkreten Fall geht es um die Ansprüche von 38 liechtensteinischen Staatsbürgern, die nach 1945 entschädigungslos enteignet wurden.
Der internationale Gerichtshof nahm im Rechtsstreit zur Frage der Unwirksamkeit der Beneš-Dekrete keine Stellung. Der Europäische Gerichtshof für Menschenrechte in Straßburg hatte bereits 2005 eine Beschwerde 90 Sudetendeutscher als unbegründet abgewiesen. Dasselbe geschah in jüngerer Zeit beim Fürstentum Liechtenstein. In beiden Fällen war eine der Begründungen, dass die Enteignungen vor der Gültigkeit der Europäischen Menschenrechtskonvention stattgefunden haben.
Das slowakische Parlament erklärte die Dekrete am 20. September 2007 für weiterhin gültig, was besonders von der ungarischen Minderheit in der Slowakei negativ aufgenommen wurde.

### Deutsch-Tschechische Erklärung
Die Standpunkte der tschechischen und der deutschen Regierungen wurden in der Deutsch-Tschechischen Erklärung über die gegenseitigen Beziehungen und deren künftige Entwicklung vom 21. Januar 1997 festgehalten.
Darin heißt es unter anderem:
Artikel II: Die deutsche Seite bekennt sich zur Verantwortung Deutschlands für seine Rolle in einer historischen Entwicklung, die zum Münchner Abkommen von 1938, der Flucht und Vertreibung von Menschen aus dem tschechoslowakischen Grenzgebiet sowie zur Zerschlagung und Besetzung der Tschechoslowakischen Republik geführt hat. Sie bedauert das Leid und das Unrecht, das dem tschechischen Volk durch die nationalsozialistischen Verbrechen von Deutschen angetan worden ist.
Artikel III: Die tschechische Seite bedauert, daß durch die nach dem Kriegsende erfolgte Vertreibung sowie zwangsweise Aussiedlung der Sudetendeutschen aus der damaligen Tschechoslowakei, die Enteignung und Ausbürgerung unschuldigen Menschen viel Leid und Unrecht zugefügt wurde, und dies auch angesichts des kollektiven Charakters der Schuldzuweisung. Sie bedauert insbesondere die Exzesse, die im Widerspruch zu elementaren humanitären Grundsätzen und auch den damals geltenden rechtlichen Normen gestanden haben, und bedauert darüber hinaus, daß es aufgrund des Gesetzes Nr. 115 vom 8. Mai 1946 ermöglicht wurde, diese Exzesse als nicht widerrechtlich anzusehen, und daß infolge dessen diese Taten nicht bestraft wurden.
Artikel IV: Beide Seiten stimmen darin überein, daß das begangene Unrecht der Vergangenheit angehört und werden daher ihre Beziehungen auf die Zukunft ausrichten. Gerade deshalb, weil sie sich der tragischen Kapitel ihrer Geschichte bewußt bleiben, sind sie entschlossen, in der Gestaltung ihrer Beziehungen weiterhin der Verständigung und dem gegenseitigen Einvernehmen Vorrang einzuräumen, wobei jede Seite ihrer Rechtsordnung verpflichtet bleibt und respektiert, daß die andere Seite eine andere Rechtsauffassung hat. Beide Seiten erklären deshalb, daß sie ihre Beziehungen nicht mit aus der Vergangenheit herrührenden politischen und rechtlichen Fragen belasten werden.

### Opt-out im Rahmen der Lissabon-Verträge
In einem Zusatzprotokoll zum Vertrag von Lissabon bestand Tschechien (ähnlich wie Großbritannien und Polen) auf sogenannte Opt-out-Klauseln, durch die die Grundrechtecharta nicht anwendbar ist. Es wird vermutet, dass so eventuelle Regressansprüche von Sudetendeutschen verhindert werden sollen.

## Zusammenfassung der umstrittenen Dekrete
- Dekret Nr. 5 vom 19. Mai 1945: Dekret des Präsidenten über die Nichtigkeit mancher vermögensrechtlicher Handlungen aus der Zeit der Unfreiheit und über die Nationalverwaltung der Vermögenswerten der Deutschen, Ungarn, Verräter und Kollaborateure und mancher Organisationen und Institutionen

§ 2 (1) Das im Gebiet der Tschechoslowakischen Republik befindliche Vermögen der staatlich unzuverlässigen Personen wird gemäß den weiteren Bestimmungen dieses Dekrets unter nationale Verwaltung gestellt […]
§ 4 Als staatlich unzuverlässige Personen sind anzusehen:
a) Personen deutscher oder magyarischer (= ungarischer) Nationalität […]
§ 6 Als Personen deutscher oder magyarischer Nationalität sind Personen anzusehen, die sich bei irgendeiner Volkszählung seit dem Jahre 1929 zur deutschen oder magyarischen Nationalität bekannt haben oder Mitglieder nationaler Gruppen, Formationen oder politischer Parteien geworden sind, die sich aus Personen deutscher oder magyarischer Nationalität zusammensetzen.
Bereits vier Wochen später waren sämtliche deutschen und ungarischen Unternehmen in Böhmen und Mähren nationalen Verwaltern unterstellt (insgesamt etwa 10.000 Betriebe mit etwa einer Million Beschäftigten).
- Dekret Nr. 12 vom 21. Juni 1945: Dekret des Präsidenten über die Konfiskation und beschleunigte Verteilung des Landwirtschaftsvermögens der Deutschen, Ungarn, sowie auch Verräter und Feinden des tschechischen und slowakischen Volkes

§ 1 (1) Mit augenblicklicher Wirksamkeit und entschädigungslos wird für die Zwecke der Bodenreform das landwirtschaftliche Vermögen enteignet, das im Eigentum steht:
a) aller Personen deutscher und magyarischer Nationalität, ohne Rücksicht auf die Staatsangehörigkeit, […]
(2) Personen deutscher und magyarischer Nationalität, die sich aktiv am Kampf für die Wahrung der Integrität und die Befreiung der Tschechoslowakischen Republik beteiligt haben, wird das landwirtschaftliche Vermögen nach Absatz 1 nicht konfisziert.
(3) Darüber, ob eine Ausnahme nach Absatz 2 zulässig ist, entscheidet auf Antrag der zuständigen Bauernkommission der zuständige Bezirksnationalausschuss […]
- Dekret Nr. 16 vom 19. Juni 1945: Dekret des Präsidenten über die Bestrafung der nationalsozialistischen Verbrecher, Verräter und ihrer Helfer und über die außerordentlichen Volksgerichte

- Dekret Nr. 28 vom 28. Juli 1945 Dekret des Präsidenten über die Siedlungstätigkeit der landwirtschaftlichen Nutzflächen der Deutschen, Ungarn und anderen Feinden des Staates durch tschechische, slowakische und andere slawische Landwirte

- Dekret Nr. 33 vom 2. August 1945: Verfassungsdekret des Präsidenten über Regelung der tschechoslowakischen Staatsbürgerschaft der Personen mit der deutschen und ungarischen nationalen Zugehörigkeit

§ 1 (1) Die tschechoslowakischen Staatsbürger deutscher oder magyarischer Nationalität, die nach den Vorschriften einer fremden Besatzungsmacht die deutsche oder magyarische Staatsangehörigkeit erworben haben, haben mit dem Tage des Erwerbs dieser Staatsangehörigkeit die tschechoslowakische Staatsbürgerschaft verloren.
(2) Die übrigen tschechoslowakischen Staatsbürger deutscher oder magyarischer Nationalität verlieren die tschechoslowakische Staatsbürgerschaft mit dem Tage, an dem dieses Dekret in Kraft tritt […]
§ 2 (1) Personen, welche unter die Bestimmungen des § 1 fallen und nachweisen, dass sie der Tschechoslowakischen Republik treu geblieben sind, sich niemals gegen das tschechische und slowakische Volk vergangen und sich entweder aktiv am Kampf um seine Befreiung beteiligt oder unter dem nazistischen oder faschistischen Terror gelitten haben, bleibt die tschechoslowakische Staatsbürgerschaft erhalten.
- Dekret Nr. 71 vom 19. September 1945: Dekret des Präsidenten über die Arbeitspflicht der Personen, die die tschechoslowakische Staatsbürgerschaft verloren haben

§ 1.1 Zur Beseitigung und Wiedergutmachung der durch den Krieg und die Luftangriffe verursachten Schäden, wie auch zur Wiederherstellung des durch den Krieg zerrütteten Wirtschaftslebens wird eine Arbeitspflicht der Personen eingeführt, die nach dem Verfassungsdekret des Präsidenten der Republik vom 2. August 1945, Slg. Nr. 33, über die Regelung der tschechoslowakischen Staatsbürgerschaft der Personen deutscher und magyarischer Nationalität, die tschechoslowakische Staatsbürgerschaft verloren haben. Die Arbeitspflicht erstreckt sich auch auf Personen tschechischer, slowakischer oder einer anderen slawischen Nationalität, die sich in der Zeit der erhöhten Bedrohung der Republik um die Erteilung der deutschen oder der magyarischen Staatsangehörigkeit beworben haben, ohne dazu durch Zwang oder besondere Umstände gezwungen zu sein.
§ 2.1 Der Arbeitspflicht unterliegen Männer vom vollendeten 14. bis zum vollendeten 60. Lebensjahr und Frauen vom vollendeten 15. bis zum vollendeten 50. Lebensjahr.
§ 2.2 Von der Arbeitspflicht sind befreit:
a) körperlich oder geistig untaugliche Personen, solange dieser Zustand dauert;
b) schwangere Frauen, vom Beginn des vierten Monates der Schwangerschaft
c) Wöchnerinnen, für die Zeit von sechs Wochen nach der Niederkunft und
d) Frauen, die für Kinder unter sechs Jahren zu sorgen haben.
- Dekret Nr. 108 vom 25. Oktober 1945: Dekret des Präsidenten über die Konfiskation des feindlichen Eigentums und die Fonden der Nationalwiederaufbau

§ 1 (1) Konfisziert wird ohne Entschädigung […] für die Tschechoslowakische Republik das unbewegliche und bewegliche Vermögen, namentlich auch die Vermögensrechte (wie Forderungen, Wertpapiere, Einlagen, immaterielle Rechte), das bis zum Tage der tatsächlichen Beendigung der deutschen und magyarischen Okkupation in Eigentum stand oder noch steht: […]
2. physischer Personen deutscher oder magyarischer Nationalität, mit Ausnahme der Personen, die nachweisen, dass sie der Tschechoslowakischen Republik treu geblieben sind, sich niemals gegen das tschechische und slowakische Volk vergangen haben und sich entweder aktiv am Kampf für deren Befreiung beteiligt oder unter dem nazistischen oder faschistischen Terror gelitten haben.
3. physischer Personen, die […] der Germanisierung oder Magyarisierung auf dem Gebiete der Tschechoslowakischen Republik Vorschub geleistet (haben) […] wie auch von Personen, die eine solche Tätigkeit bei Personen, welche ihr Vermögen oder Unternehmen verwalteten, geduldet haben.
- Dekret Nr. 123/1945 vom 18. Oktober 1945, rückwirkend zum 17. November 1939: Dekret des Präsidenten über die Auflösung der deutschen Hochschulen in Prag und in Brünn

Nachdem der Großteil der deutschen Bevölkerungsgruppe bereits ausgesiedelt war, verabschiedete die Nationalversammlung der Tschechoslowakischen Republik am 8. Mai 1946 ein Gesetz, wonach „eine Handlung, die in der Zeit vom 30. September 1938 bis zum 28. Oktober 1945 vorgenommen wurde und deren Zweck es war, einen Beitrag zum Kampf für die Wiedergewinnung der Freiheit der Tschechen und Slowaken zu leisten, oder die eine gerechte Vergeltung für Taten der Okkupanten oder ihrer Helfershelfer zum Ziele hatte“, auch dann nicht als widerrechtlich anzusehen sei, „wenn sie sonst nach den geltenden Vorschriften strafbar gewesen wäre“:
- Gesetz Nr. 115/1946: Straflosstellung von Vertreibungsverbrechen bis zum 28. Oktober 1945 (freie deutsche Übersetzung der tschechischen/slowakischen Bezeichnung des Gesetzes Nr. 115/1946)

§ 1 Eine Handlung, die in der Zeit vom 30. September 1938 bis zum 28. Oktober 1945 vorgenommen wurde und deren Zweck es war, einen Beitrag zum Kampf um die Wiedergewinnung der Freiheit der Tschechen und Slowaken zu leisten, oder die eine gerechte Vergeltung für Taten der Okkupanten oder ihrer Helfershelfer zum Ziele hatte, ist auch dann nicht widerrechtlich, wenn sie sonst nach den geltenden Vorschriften strafbar gewesen wäre.
§ 2.1 Ist jemand für eine solche Straftat bereits verurteilt worden, so ist nach den Vorschriften über die Wiederaufnahme des Strafverfahrens vorzugehen.
§ 2.2 Zuständig ist das Gericht, vor dem das Verfahren erster Instanz stattgefunden hat oder, falls ein solches Verfahren nicht stattgefunden hat, das Gericht, das jetzt in erster Instanz zuständig sein würde, wenn die Rechtswidrigkeit der Tat nicht nach § 1 ausgeschlossen wäre.
§ 2.3 Trifft mit einer in § 1 genannten Tat eine Straftat zusammen, für die der Angeklagte durch dasselbe Urteil verurteilt wurde, so fällt das Gericht für diese andere Tat durch Urteil eine neue Strafe unter Berücksichtigung des bereits erfolgten Schuldspruches.
§ 3 Dieses Gesetz tritt mit dem Tage der Kundmachung in Kraft; es wird vom Justizminister und vom Minister für nationale Verteidigung durchgeführt.
Einige der Dekrete hatten befristete Wirkung, das Ausbürgerungs- und die beiden Enteignungsdekrete gelten unbefristet.

## Haltung Václav Havels
Mit der Samtenen Revolution endete Ende 1989 die kommunistische Herrschaft in der Tschechoslowakei; der ehemalige Dissident Václav Havel wurde Staatspräsident. Havel äußerte öffentlich Bedauern über das Leid, das den Sudetendeutschen bei der Vertreibung 1945 angetan worden war.